# ألكسندر فرديناند نغينده
ألكسندر فرديناند نغينده (23 مايو 1972- ) (بالفرنسية: Alexandre-Ferdinand N'Guendet) هو سياسي من جمهورية افريقيا الوسطى، شغل منصب رئيس المجلس الوطني الانتقالي (البرلمان) لجمهورية أفريقيا الوسطى من 2013 إلى 2016. شغل لفترة وجيزة منصب رئيس جمهورية أفريقيا الوسطى بالوكالة بين 10 و23 يناير 2014.